# Tadorna tadornoides

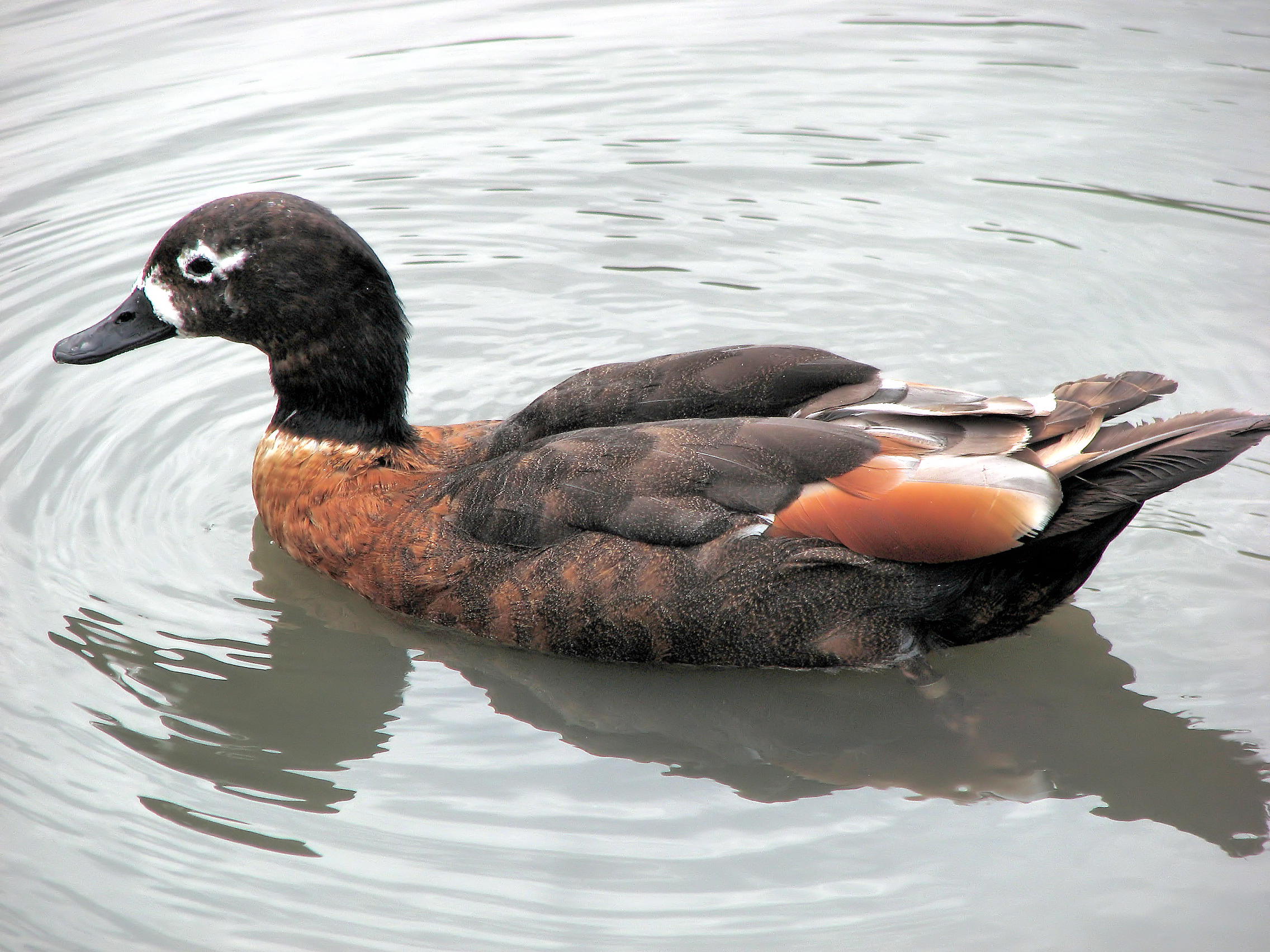
Femmina di casarca australiana.

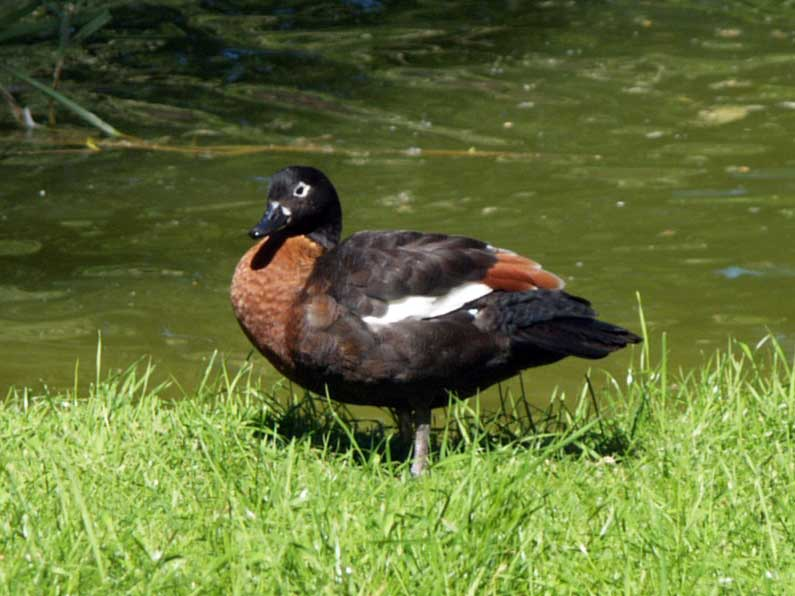
Casarca australiana.

La casarca australiana (Tadorna tadornoides Jardine e Selby, 1828) è una specie di casarca.

## Distribuzione
Nidifica in Australia meridionale ed in Tasmania. Durante l'inverno australe, molti uccelli si spostano un po' più a nord del loro areale di riproduzione. Come altre casarche, anche questa specie ha terreni dove effettuare la muta favoriti; uno di questi è il Lago George, nel Nuovo Galles del Sud, dove le casarche australiane si raggruppano in gran numero.
Questo uccello vive soprattutto nei laghi circondati da vaste estensioni di pianura e nidifica nelle cavità degli alberi, in buche sulle sponde degli specchi d'acqua o in luoghi simili.

## Descrizione
Il maschio è quasi completamente nero, ma ha il petto castano, un collare bianco e la testa verde scuro. La femmina è piuttosto simile, ma presenta del bianco intorno agli occhi. Entrambi i sessi, come la maggior parte delle casarche, mostrano in volo grandi macchie bianche sulle ali.

## Conservazione
La casarca australiana è specie protetta fin dal 1974.
Il nome del genere, Tadorna, deriva da una radice celtica che significa «anatra variopinta», proprio come il termine inglese shelduck, usato per indicare le casarche.